# Caracara
A Caracara a madarak osztályának a sólyomalakúak (Falconiformes) rendjébe és a sólyomfélék (Falconidae) családjába tartozó nem. Alcsaládi besorolása vitatott.

## Rendszerezésük
A nemet Blasius Merrem írta le 1826-ban, az alábbi 3 faj tartozik ide:
- bóbitás karakara (Caracara plancus)
- Caracara cheriway
- Guadeloupe-karakara (Caracara lutosus) – kihalt
- Bahama-szigeteki karaka (Caracara creightoni) – kihalt